# Sarcophaga horti
Sarcophaga horti är en tvåvingeart som beskrevs av Blackith 1988. Sarcophaga horti ingår i släktet Sarcophaga och familjen köttflugor. Inga underarter finns listade i Catalogue of Life.